# Peter Cheyney
Reginald Evelyn Peter Southouse Cheyney, beter bekend als Peter Cheyney, (Londen, 22 februari 1896 – 26 juni 1951) was een Brits schrijver, hij werkte tussen 1936 en 1951. Hij was de jongste van vijf kinderen, en zijn naam in zijn jonge jaren was Reg. Later probeerde hij andere namen, maar het werd uiteindelijk Peter. Zijn vader was een echte Cockney werkzaam op de Billingsgate vismarkt, die drinken boven werken verkoos. Zijn moeder maakte corsetten en van het verdiende geld kon Reg naar een goede school. Haar ambitie was dat hij een advocaat zou worden.
Cheyney is de auteur van zogenaamde hard-boiled korte verhalen en romans in de Amerikaanse stijl, waarvan sommige werden bewerkt voor verfilming; zijn karakter Lemmy Caution werd toegeëigend door de Franse filmmaker Jean-Luc Godard voor de sciencefictionfilm Alphaville, une aventure de etrange Lemmy Caution.
Zijn andere gedenkwaardige creatie is Slim Callaghan, een enigszins beruchte privédetective die het meest thuis is in de minder goed bekendstaande delen van Londen. Hoewel zijn romans bij miljoenen verkochten tijdens zijn leven, is hij nu bijna vergeten en zijn werken zijn meestal uitverkocht of in de tweedehandsboekhandel te vinden.
Geboren in 1896, leefde Peter Cheyney slechts 55 jaar, tot juni 1951. Voor een groot deel van zijn beginjaren hield Cheyney zich bezig als politieverslaggever en onderzoeker van criminaliteit. Voor hij succes had als een misdaadromanschrijver, was hij meestal berooid. Cheyney schreef zijn eerste roman, The Lemmy Caution-thriller  This Man Is Dangerous, in 1936 en vervolgde deze uitgave met de eerste Slim Callaghan-roman, The Urgent Hangman, in 1938. Het onmiddellijke succes van deze twee romans verzekerde hem van een bloeiende nieuwe carrière, en Cheyney beëindigde toen zijn werk als freelance onderzoeker. De verkoop verliep vlot; in 1946 werden alleen al wereldwijd 1.524.785 exemplaren van Cheyney's boeken verkocht.
Als een nauwgezette onderzoeker hield Cheyney een enorme set bestanden op criminele activiteiten in Londen bij totdat ze werden vernietigd tijdens de Blitz in 1941; al snel begon hij zijn verzameling knipsels te vervangen. Cheyney dicteerde zijn verhalen aan zijn secretaresse juffrouw Sprauge, die ze in in steno opnam en later uittypte.
Cheyney leefde net als zijn personages, werkte hard, maar de levensomstandigheden van een snel en slordig leven braken hem op. Naast zijn literaire vaardigheden was hij schermer, golfer, schutter en jiu-jitsu expert.
Cheyney publiceerde een semiautobiografisch werk, Making Crime Pay, en na zijn dood zijn ten minste twee biografische essays verschenen in postume collecties. 
Zijn biografie werd geschreven door Michael Harrison: Peter Cheyney: Prins of Hokum (Londen: Spearman, 1954.) 
Cheyney werd begraven in Putney Vale.

### Lemmy Caution
- This Man Is Dangerous (1936) — NL: Miranda is goedkoper dan u denkt (Zwarte Beertjes 65,1957) en later Deze man is gevaarlijk (ZB65,1985), verfilmd als Cet homme est dangereux (Jean Sacha, 1953) met Eddie Constantine als Lemmy Caution
- Poison Ivy (1937) — NL: Giftige klimop (ZB166,1958), verfilmd als La môme vert-de-gris (Bernard Borderie, 1953) met Eddie Constantine als Lemmie Caution
- Dames Don't Care (1937) — NL: Een vrouw ziet nergens tegenop (Bruna,1949;ZB422,1961), verfilmd als Les femmes s'en balancent (Bernard Borderie, 1954)
- Can Ladies Kill? (1938) — NL: Zijn vrouwen moordenaars? (ZB11,1956;ZB22,1986)
- Don't Get Me Wrong (1939) — NL: Begrijp me niet verkeerd! (ZB421,1961), verfilmd als Vous pigez (France; Victor Trivas en Jacques Doniol-Valcroze, 1955) met Eddie Constantine als Lemmy Caution
- You'd Be Surprised (1940) — NL: Daar sta je van te kijken (ZB142,1958)
- Your Deal, My Lovely (1941) — NL: Jouw beurt, jongedame (Bruna,1949;ZB296,1960), verfilmd als À toi de faire, mignonne ( Bernard  Borderie, 1963) met Eddie Constantine als Lemmy Caution
- Never a Dull Moment (1942) — NL: Bij mij verveel je je niet (ZB295,1960)
- You Can Always Duck (1943) — NL: Dat had je niet gedacht (Bruna,1950;ZB338,1960)
- I'll Say She Does! (1945) — NL: Laat 'r maar schuiven (ZB165,1954), verfilmd als Comment qu'elle est! ( Bernard Borderie, 1960) met Eddie Constantine als Lemmy Caution

### Slim Callaghan
- The Urgent Hangman (1938) — NL: De beul wacht niet (Atlas3,1952;ZB607,1963), ook eerder in "Detective, een boek courantvorm" met als titel Slim Callaghan's meesterstuk, verfilmd als Meet Mr. Calaghan (Charles Saunders, 1954) met Derrick de Marnay als Slim Callaghan
- Dangerous Curves (1939) — NL: Een vrouw weet de weg wel (ZB1158,1968)
- You Can't Keep the Change (1940) — NL: De weg tot Audrey (ZB221,1959)
- It Couldn't Matter Less (1941) ook als The Unscrupulous Mr. Callaghan en Set-Up for Murder   — NL: Behandel vrouwen met zachtheid (ZB21,1956), verfilmd als Plus de Whisky for Callaghan (Willy Rozier, 1954) met Tony Wright als Slim Callaghan
- Sorry You've Been Troubled (1942) — USA: Farewell to the Admiral (1943), NL: Tot kijk, Admiraal (ZB36,1957), verfilmd als A toi de jouer Callaghan (Willy Rozier, 1954) met Tony Wright als Slim callaghan
- Never a Dull Moment (1942) — NL: Bij mij verveel je je niet (ZB295,1960)
- They Never Say When (1944) — NL: Vlieg er eens uit, Juliette (ZB104,1958)
- Uneasy Terms (1946) — NL: Van het een komt het ander (ZB339,1961)

### The Dark Serie (Everard Peter Quayle),
- Dark Duet (1942) — USA: The Counterspy Murders (1944),  NL: De mooiste vrouw van de wereld (ZB10,1956)
- The Stars Are Dark (1943) — USA: The London Spy Murders (1944), NL: Duister is de nacht (ZB164,1963)
- The Dark Street (1944) — USA: The Dark Street Murders (1944), NL: De duistere straat (ZB294,1960)
- Sinister Errand (1945) — USA: Sinister Murders (1957) — NL: Bericht van een dode (ZB473,1951/62) — dit boek introduceert agent Michael Kells en wordt ook wel genoemd als eerste deel van de Michael Kells boeken
- Dark Hero (1946), ook als The Case of the Dark Hero (1947) — NL: De duistere held (ZB220,1953/59)
- Dark Interlude (1947) — USA: The Terrible Night (1959), NL: Duister intermezzo (ZB398,1961)
- Dark Wanton (1948), ook als Case of the Dark Wanton (1949) — NL: Duister ballet (ZB5,1955)
- Dark Bahama (1950) — USA: I'll Bring Her Back (1952),  NL: Duister Bahama (ZB4231955;ZB487,1967)

### John Vallon
- You Can Call It a Day (1949) — USA: The Man Nobody Saw (1949), NL: Je zou zo zeggen (ZB6,1955)
- Lady, Behave! (1950) — USA: Lady Beware (1950), NL: Drie druppels whisky (Atlas11,1953;ZB468,1962)

### Michael Kells
- Sinister Errand (1945), zie Dark serie deel 4
- Ladies Won't Wait (1951) — USA: Cocktails and the Killer, NL: Het begon met een dode vrouw (ZB608,1963)

### Ander werk
- Another Little Drink (1940) — USA: A Trap for Bellamy (1941) en Premeditated Murder (1943), NL: Nog eentje van mij, Fenella? (ZB997,1967)
- Night Club (1945), ook als Dressed to Kill — NL: verschenen in ZB1454 (1972) onder de titel "Rufus geeft 'm van katoen"
- Dance without Music (1947), kort verhaal met Callaghan — NL: En toen begon de muziek (ZB397,1961)
- Try Anything Twice (1948) — NL: Dat kost een rondje (ZB105,1957), USA: Undressed to Kill (1959)
- One of Those Things (1949), — USA: Mistress Murder, NL: Een vrouw zit altijd hoog te paard (ZB1092,1967)

### Korte verhalen collecties
- You Can’t Hit a Woman (1937) — NL: Sla liever geen vrouwen (ZB868,1965)
- Deadly Fresco (1939)
- Knave Takes Queen (1939; vermeerderde editie, 1950) — NL: De dames geven een rondje (ZB998,1966)
- Mr. Caution – Mr. Callaghan (1941) — NL: Mister Caution - Mister Callaghan (ZB676,1963)
- Adventures of Alonzo MacTavish (1943)
- Alonzo MacTavish Again (1943)
- The Murder of Alonzo (1943)
- Making Crime Pay (1944), collectie verhalen, artikelen en radiospelen
- A Spot of Murder and Other Stories (1946), verhalen met Callaghan
- Vengeance with a twist and Other Stories (1946), verhalen met Callaghan
- Date after Dark and Other Stories (1946), verhalen met Callaghan
- He walked into Her Sleep and Other Stories (1946) — USA: MacTavish (1973)
- The Curiosity of Etienne MacGregor (1947), ook als The Sweetheart of the Razors (1962)
- No Ordinary Cheyney (1948)
- Velvet Johnnie and other stories (1952) — NL: Fluwelen Johnnie en andere verhalen (ZB734,1964)
- G-man at the Yard (1953) — NL: verschenen in ZB1454 (1972) onder de titel "Lemmy Caution, aangenaam ..."
- Calling Mr. Callaghan (1953), bevat o.m. The Dencourt Stiletto
- The Adventures of Julia (1954) — USA: The Killing Game
- The Mystery Blues (1954), ook als Fast Work

- Bibsys: 90093142
- Biblioteca Nacional de España: XX887420
- Bibliothèque nationale de France: cb11896669m (data)
- Catàleg d'autoritats de noms i títols de Catalunya: 981058517739906706
- CiNii: DA12030235
- Gemeinsame Normdatei: 1018188800
- International Standard Name Identifier: 0000 0001 2140 8804
- Library of Congress Control Number: n88247487
- Nationale Bibliotheek van Letland: 000065055
- Bibliotheek van het Japanse parlement: 00520688
- Nationale Bibliotheek van Tsjechië: jn20000603109
- Nationale bibliotheek van Australië: 35963988
- Nationale Bibliotheek van Israël: 987007300550405171
- Nationale en Universitaire bibliotheek Zagreb: 000103315
- Nederlandse Thesaurus van Auteursnamen: 070430497
- Russische Staatsbibliotheek: 000082123
- Istituto Centrale per il Catalogo Unico: RAVV034304
- SNAC: w6kd9q0b
- Système universitaire de documentation: 026786559
- Trove: 1165361
- Virtual International Authority File: 79022450
- WorldCat: E39PBJkMHJVGqhb7DMfGcyg7pP